# RRR (filme)
RRR é um filme épico de ação e drama de época indiano de 2022, dirigido por S. S. Rajamouli, que o co-escreveu com V. Vijayendra Prasad. Foi produzido por D. V. V. Danayya, da DVV Entertainment. O filme é estrelado por N. T. Rama Rao Jr. e Ram Charan ao lado de Ajay Devgn, Alia Bhatt, Shriya Saran, Samuthirakani, Ray Stevenson, Alison Doody e Olivia Morris desempenhando papéis coadjuvantes. Ele gira em torno das versões fictícias de dois revolucionários indianos, Alluri Sitarama Raju (Charan) e Komaram Bheem (Rama Rao), sua amizade e sua luta contra o Raj Britânico.
Feito com um orçamento de ₹ 400 crore (US$ 49 milhões), RRR é o filme indiano mais caro até hoje. O filme foi inicialmente agendado para lançamento nos cinemas em 30 de julho de 2020. No entanto, foi adiado várias vezes devido a atrasos na produção e à pandemia de COVID-19, sendo lançado nos cinemas em 25 de março de 2022. RRR arrecadou ₹ 240 crore (US$ 30 milhões) em todo o mundo em seu primeiro dia, registrando a estreia mais bem-sucedida de um filme indiano. Ele emergiu como o filme de maior bilheteria em seu mercado doméstico de Andra Pradexe e Telanganá, arrecadando mais de ₹ 405,9 crore (US$ 51 milhões). Com receita de ₹ 1.387,26 crore (US$ 170 milhões) em todo o mundo, estabeleceu vários recordes de bilheteria para um filme indiano, incluindo o terceiro filme indiano de maior bilheteria de todos os tempos.
RRR recebeu aclamação universal da crítica por sua direção, roteiro, performances do elenco, fotografia, trilha sonora, sequências de ação e efeitos visuais. O filme foi considerado um dos dez melhores filmes do ano pela National Board of Review, tornando-se apenas o sétimo filme em língua não inglesa a entrar na lista. A canção "Naatu Naatu" ganhou o Oscar de melhor canção original na edição de 2023, tornando-se a primeira canção de um filme indiano, bem como a primeira de um filme asiático, a vencer nesta categoria. Essa vitória também fez RRR ser a primeira produção indiana a conquistar a estatueta da Academia. Além disso, venceu o prêmio de melhor filme estrangeiro no Critics' Choice e foi indicado ao Globo de Ouro. No National Film Awards, conquistou seis prêmios, incluindo melhor longa-metragem popular, melhor direção musical (Keeravani) e melhor performance musical masculina (Kaala Bhairava por "Komuram Bheemudo").

## Enredo
Após o sequestro de uma jovem menina, de nome Malli (Twinkle Sharma), em uma aldeia do povo gondi por parte do governador britânico Scott Buxton (Ray Stevenson) a mando de sua esposa, Catherine Buxton (Alison Doody), o líder da tribo gondi, Komaram Bheem (NT Rama Rao Jr), parte em busca da garota raptada juntamente com seus colegas. Imediatamente, os ingleses são avisados do perigo de Bheem estar se aproximando de Delhi, sede da administração britânica na Índia, e de sua obstinação implacável, que pode trazer problemas, forçando os ingleses a reagir. Entra em cena então, Alluri Sitarama Raju (Ram Charan), um exímio policial indiano que serve a Coroa britânica durante a administração do Reino Unido na Índia, e que é designado pela esposa do governador pra ir em busca de Bheem em troca da recompensa de se tornar oficial especial. 
Tanto Bheem quanto Raju não conseguem êxitos em achar quem estavam procurando, e em um momento de desilusão e aparente fracasso de objetivos, um garoto que buscava peixes no mar entra em perigo após um vagão de trem em chamas cair sobre o mar. Bheem e Raju, então, unem forças para resgatar o menino, conseguindo o resgatar e iniciando ali, uma grande amizade. Entretanto, um ainda não sabia da identidade do outro, já que Bheem estava se disfarçando de um simples indiano muçulmano de nome "Akhtar" e Raju, como um revolucionário anti-britânico afim de conseguir informações sobre o líder da tribo gondi.
A amizade da dupla se fortalece, com Raju ajudando o amigo a cortejar uma bondosa jovem de nome Jenny (Olivia Morris), sobrinha de Scott. Jenny convida Bheem para uma festa, e o líder da tribo convida Raju pra o ajudar a se portar no evento. Ao chegarem na festa chique, os dois homens bem-arrumados se deparam com Jake (Eduard Buhac), um britânico arrogante que, enciumado pela aproximação de Bheem e Jenny, faz o rapaz tropeçar e derrubar a bandeja de um dos garçons em uma mulher sem querer. Jake aproveita a situação pra iniciar uma série de humilhações contra Bheem e todos os indianos que ali estavam servindo os britânicos.  
Jake desafia Bheem, perguntando se ele sabia dançar salsa, tango ou flamenco, entretanto, Raju intervém, replicando que nem salsa, nem flamenco, mas "naatu" (dança local). Jake sem entender, pergunta o que seria "naatu", e então, Bheem e Raju começam a interpretar a canção "Naatu Naatu". Ao avançar da música, Jake e os britânicos presentes, entram numa espécie de batalha de dança, mas são derrotados pela dupla indiana que agora se enfrentava entre si. Ao notar que Jenny estava torcendo por "Akhtar" , nome falso de Bheem, Raju resolve ceder a derrota, fingindo uma câimbra, pra alegria de Jenny e de seu melhor amigo. Os dois voltam carregados, com dores e câimbras por causa da intensa dança na festa, mas Jenny aparece, oferecendo uma carona pra Bheem e uma oportunidade pro líder gondi adentrar sua residência em uma visita. 
Com Bheem se aproximando de Jenny, o líder da tribo aproveita uma oportunidade após ser convidado pela mulher a entrar na residência oficial do governador, onde Malli se encontrava mantida. Após um momento de ausência de Jenny, Bheem sai pelos corredores e encontra a menina de sua aldeia presa atrás de algumas grades, prometendo a garota que iria retornar e trazê-la de volta a sua mãe e sua aldeia. Do outro lado, Raju encontra um dos amigos de Bheem, Lachu (Rahul Ramakrishna),  ainda sem saber da ligação deles, e o interroga. O interrogado então, lança uma cobra venenosa pra cima de Raju que o pica, e o antídoto, apenas os gondis conhecem. Raju então, nota um cordão em volta do pescoço do amigo de Bheem mas que só se torna importante depois, quando Raju é achado por Bheem quase falecendo devido o veneno e o líder gondi começa a preparar um antídoto, mostrando que também possuí o cordão da tribo e revelando sua identidade. Isso faz Raju finalmente encaixar as peças, onde o seu melhor amigo é justamente o homem a quem estava procurando esse tempo todo. 
Após Raju ficar fora de perigo, Bheem vai a festa de recepção de Scott que voltava de Londres, invadindo o local juntamente com diversos animais selvagens causando uma grande confusão. Raju então, vai até a festa, vestido de policial, revelando sua identidade pra Bheem, que incrédulo, não acredita que seu melhor amigo serve ao governador e a esposa que roubou a menina a qual estava em busca.
Os dois começam a brigar bravamente, mas Bheem se entrega obrigado após Malli ser tomada como refém por Scott. Durante a punição pública de Bheem, aplicada por Raju que agora era oficial, o líder gondi começa a cantar uma canção recusando a se ajoelhar pro governador e sua esposa, representantes do Império Britânico, em sinal de resistência. Ao fim da música, a multidão que acompanhava a punição é tomada por um enfurecimento coletivo, invadindo o local da aplicação da pena, com uma grande revolta popular ocorrendo ali. Bheem é transferido pra uma prisão, e condenado a morte por enforcamento.
Entretanto, finalmente se descobre o motivo por qual Raju servia ao Reino Unido. Seu pai, Alluri Venkatarama Raju (Ajay Devgn), era um revolucionário indiano que ensinava aos homens de sua aldeia a atirar. Porém, não possuíam armas de verdade, apenas Venkatarama tinha uma, pois serviu ao Reino Unido também, mas se desiludiu após ver a opressão inglesa em cima dos nativos. Em uma emboscada dos britânicos, a aldeia é invadida e tanto o pai, quanto a mãe e o irmão mais novo de Raju são mortos, fazendo o garoto prometer que daria uma arma pra cada pessoa de seu povo afim de lutar contra os ingleses, e ao chegar ao posto de oficial, Raju passa a ter acesso as armas, podendo cumprir sua promessa.
Mas o próprio começa a duvidar se estava fazendo a coisa certa após a punição pública fracassada de Bheem. Movido pelo poder da amizade e do sentimento de nacionalismo, Raju resolve resgatar Bheem, que ainda o considera inimigo, e Malli, que fora levada pra assistir a execução do líder de sua tribo. Bheem, ainda furioso com Raju, foge com Malli. Raju é preso, sendo condenado a morte por traição.
Durante a fuga, Bheem fica hospedado com sua família falsa em um local onde também se encontrava Seetha (Alia Bhatt), noiva de Raju. A polícia invade o local em busca de Bheem e Malli, mas Seetha percebendo tudo, impede, dizendo que ali havia uma família contaminada com varíola, fazendo os policiais fugirem assustados. Bheem e a família falsa agradecem a atitude corajosa de Seetha, que tempos depois conta a história de Raju. Bheem cai no choro, ao descobrir que seu amigo tinha uma causa muito nobre por trás daquilo tudo, prometendo resgatar Raju.
Bheem invade a prisão, com ajuda de Jenny - que daria a Bheem as informações necessárias sobre a instalação - e ao encontrar Raju, se desculpa com o amigo, o retirando dali após uma intensa e impressionante batalha com os guardas da prisão. Eles fogem pra floresta, onde a batalha continua. Após a vitória, Raju e Bheem vão acertar as contas com Scott, atirando uma motocicleta em chamas no depósito do quartel da companhia de Scott, que inflama e explode, matando Catherine. 
Frente a frente, Bheem e Raju matam Scott com um rifle inglês, roubando armas dos depósitos que foram distribuídas para a aldeia de Raju, cumprindo a promessa que fizera a seu pai. Raju então pergunta a Bheem qual o desejo que ele tem, e ele responde que Raju providenciasse educação para ele e sua tribo.

## Cast
- N. T. Rama Rao Jr. como Komaram Bheem, líder tribal Gondi de Telanganá que lutou contra o Nizã de Hiderabade pela libertação do estado de Hiderabade
- Ram Charan como Alluri Sitarama Raju, líder revolucionário de Andra Pradexe que empreendeu uma campanha armada contra o Raj Britânico
  - Varun Buddhadev como jovem Alluri Sitarama Raju
- Ajay Devgn como Alluri Venkatarama Raju, falecido pai de Sitarama Raju
- Alia Bhatt como Sita, noiva de Ramaraju
  - Spandan Chaturvedi como jovem Sita
- Shriya Saran como Alluri Sarojini, esposa de Venkatarama Raju e falecida mãe de Sitarama Raju
- Samuthirakani como Venkateswarulu, tio de Sitarama Raju
- Ray Stevenson como Governador Scott Buxton
- Alison Doody como Catherine Buxton
- Olivia Morris como Jennifer "Jenny"
- Chatrapathi Sekhar como Jangu, companheiro de Bheem
- Makarand Deshpande como Peddayya, companheiro de Bheem
- Rajeev Kanakala como Venkat Avadhani, conselheiro especial do Nizã
- Rahul Ramakrishna como Lachu
- Edward Sonnenblick como Edward
- Mark Bennington como Cunningham
- Eduard Buhac como Jake
- R. Bhakti Klein como DSP Philip Green
- Ahmareen Anjum como Loki, mãe de Malli
- Twinkle Sharma como Malli
- Chakri como Chinna, irmão de Rama Raju
- S. S. Rajamouli como ele mesmo na canção "Etthara Jenda"

## Produção

### Desenvolvimento
Em outubro de 2017, em entrevista à Variety, S. S. Rajamouli anunciou dois projetos após Baahubali 2: The Conclusion (2017) com os produtores D. V. V. Danayya, da DVV Entertainment, e KL Narayana. Rajamouli priorizou seu trabalho no primeiro projeto, que foi considerado um filme de drama social, e que seria seguido pela produção de Narayana com o ator Mahesh Babu. Em novembro de 2017, Rajamouli compartilhou uma foto com N. T. Rama Rao Jr. e Ram Charan por meio de suas redes sociais, sugerindo sua inclusão no filme. O diretor encontrou histórias da vida real sobre as vidas de Rama Raju e Bheem e relacionou as coincidências entre elas, imaginando o que teria acontecido se eles se conhecessem e fossem amigos.
O filme foi anunciado em março de 2018, com o título provisório RRR, uma abreviatura de Rajamouli, Ram Charan e Rama Rao. O título provisório RRR foi posteriormente confirmado como o título oficial do filme, já que Rajamouli sentiu que um título universal em todos as línguas era essencial para um filme de tal escala. As filmagens começaram em novembro de 2018 em Haiderabade e continuou até agosto de 2021, devido a atrasos causados pela pandemia de COVID-19. Foi filmado extensivamente em toda a Índia, com algumas sequências filmadas na Ucrânia e na Bulgária.
O pai de Rajamouli, V. Vijayendra Prasad, contou a história original e Rajamouli escreveu o roteiro do filme, no qual trabalhou durante seis meses. Em setembro de 2018, o escritor Sai Madhav Burra foi contratado para os diálogos do filme em telugu, enquanto os diálogos em outras línguas foram escritos por Madhan Karky (tâmil), Varadaraj Chikkaballapura (canareso), Mamkombu Gopalakrishnan (malaialo) e Riya Mukherjee (hindi). Rajamouli contratou vários técnicos de seus projetos anteriores. A equipe consiste em M. M. Keeravani como diretor musical, K. K. Senthil Kumar como diretor de fotografia, A. Sreekar Prasad como editor do filme, Sabu Cyril como designer de produção, V. Srinivas Mohan como supervisor dos efeitos visuais e Rama Rajamouli como figurinista. Nick Powell foi o diretor de dublês do filme e cuidou da coreografia das sequências de ação clímax do filme. Antes do início da produção do filme, Rama Rao e Charan participaram de um workshop especial em meados de novembro de 2018, a fim de treinar física e intensamente para seus papéis no filme.
RRR é uma história totalmente fictícia que incorpora a vida de dois revolucionários indianos da vida real, nomeadamente Alluri Sitarama Raju e Komaram Bheem, que lutaram contra o Raj Britânico e o Nizã de Hiderabade respectivamente. Charan interpreta Rama Raju, enquanto Rama Rao interpreta Komaram Bheem. A trama explora a estadia deles em Deli na década de 1920, antes de começarem a luta por seu país. Rajamouli afirmou que houve uma coincidência entre os dois líderes tribais telugu e os eventos que os cercaram.

### Escolha de elenco
Em março de 2019, Rajamouli finalizou o elenco. O filme marca a estreia em telugu de Ajay Devgn e Alia Bhatt. Bhatt fez dupla com Charan no papel de Sita, enquanto Devgn teria uma participação especial prolongada. O ator tâmil Samuthirakani foi convocado para desempenhar um papel crucial. A atriz britânica Daisy Edgar-Jones foi contratada para contracenar com Rama Rao; no entanto, ela deixou o projeto em abril de 2019 citando motivos pessoais, que mais tarde revelaram ser conflitos de agendamento para Normal People. Olivia Morris foi escalada como sua substituta em novembro de 2019. No mesmo mês, o ator irlandês Ray Stevenson foi escalado como o antagonista principal Scott, com Alison Doody se juntando para interpretar Lady Scott. Chakri, Varun Buddhadev, Spandan Chaturvedi e Twinkle Sharma foram os artistas infantis do filme.
Em entrevista ao Deadline Hollywood, Rama Rao disse que eles realizaram grandes pesquisas para retratar seus personagens na tela. Ele foi colocado em um programa de treinamento de dezeito meses para obter a aparência física correta. O The Hans India informou em março de 2019 que Devgn apareceria na segunda metade do filme durante os episódios de flashback. Relatórios afirmaram que Keerthy Suresh e Priyamani foram abordados para papéis no filme, antes de Shriya Saran confirmar seu papel ao lado de Devgn em junho de 2020. Rahul Ramakrishna, Chatrapathi Sekhar e Rajeev Kanakala foram escalados para outros papéis coadjuvantes.
Em junho de 2020, Bhatt foi perseguida por internautas após a morte de Sushant Singh Rajput, em uma discussão sobre nepotismo. Alguns fãs também pediram para substituir Bhatt em RRR. No entanto, Bhatt negou a notícia de que havia deixado o filme e sido substituída por Priyanka Chopra, e se juntou aos sets em dezembro de 2020. Ela aprendeu a falar telugu para o filme.

### Design
Sabu Cyril atuou como designer de produção de RRR. Antes de iniciar o primeiro cronograma de filmagens, a equipe construiu um cenário em uma fábrica de alumínio localizada em Haiderabade, para filmar uma sequência de ação. Foi construída uma casa de manduva para os atores e técnicos de cinema. A primeira programação de filmagens do filme foi realizada na fábrica de alumínio por quase 20 dias. Em junho de 2020, foi relatado que ₹ 18 crore (US$ 2,43 milhões) foram gastos em um cenário que replicava uma vila inteira em Gandipet, onde a equipe planejava filmar as sequências neste local após os bloqueios impostos pala pandemia de COVID-19. Um cenário semelhante à Deli do século XX foi recriado no Ramoji Film City, onde a equipe passou por uma extensa programação de ação por cinquenta dias, que envolveu filmagens noturnas. Outro enorme cenário foi construído pela equipe de direção de arte para uma sessão de fotos com Charan e Bhatt. O videoclipe promocional do filme intitulado "Dosti" foi gravado em julho de 2021, em um cenário especialmente construído no Annapurna Studios, projetado por Sabu Cyril e fotografado por Dinesh Krishnan.

### Filmagens
O evento de lançamento do filme com cerimônia de pūjā foi realizado em 11 de novembro de 2018, que contou com a presença de personalidades notáveis da indústria cinematográfica telugu, incluindo Prabhas e Rana Daggubati, que trabalharam com Rajamouli na franquia Baahubali. As filamgens em 19 de novembro de 2018 em Haiderabade, em um cenário especialmente montado em uma fábrica de alumínio no local. Foi o primeiro filme indiano a ser rodado com lentes Arri Alexa LF e Arri Signature Prime. Senthil Kumar disse ao American Cinematographer que ele "evitou o uso de estilização aberta, como paletas de cores extremas e movimentos de câmera irrealistas, em favor de uma abordagem cinematográfica mais clássica". A programação de filmagens foi concluída em 6 de dezembro de 2018. A equipe fez uma breve pausa antes de iniciar a segunda programação do filme em 21 de janeiro de 2019 no Ramoji Film City. Uma sequência de ação composta por mil artistas foi filmada durante fevereiro de 2019. Uma extensa programação foi filmada em Vadodara por 10 dias em março de 2019. Poucas cenas também foram filmadas em Siddhpur, Guzerate. Outro cronograma foi planejado em Pune, Maharashtra; no entanto, foi cancelado após a lesão de Charan nos sets. Rama Rao também sofreu uma pequena lesão nos sets, resultando em uma pausa da equipe durante o cronograma. A cena de introdução de Ram Charan teria sido filmada por 32 dias.

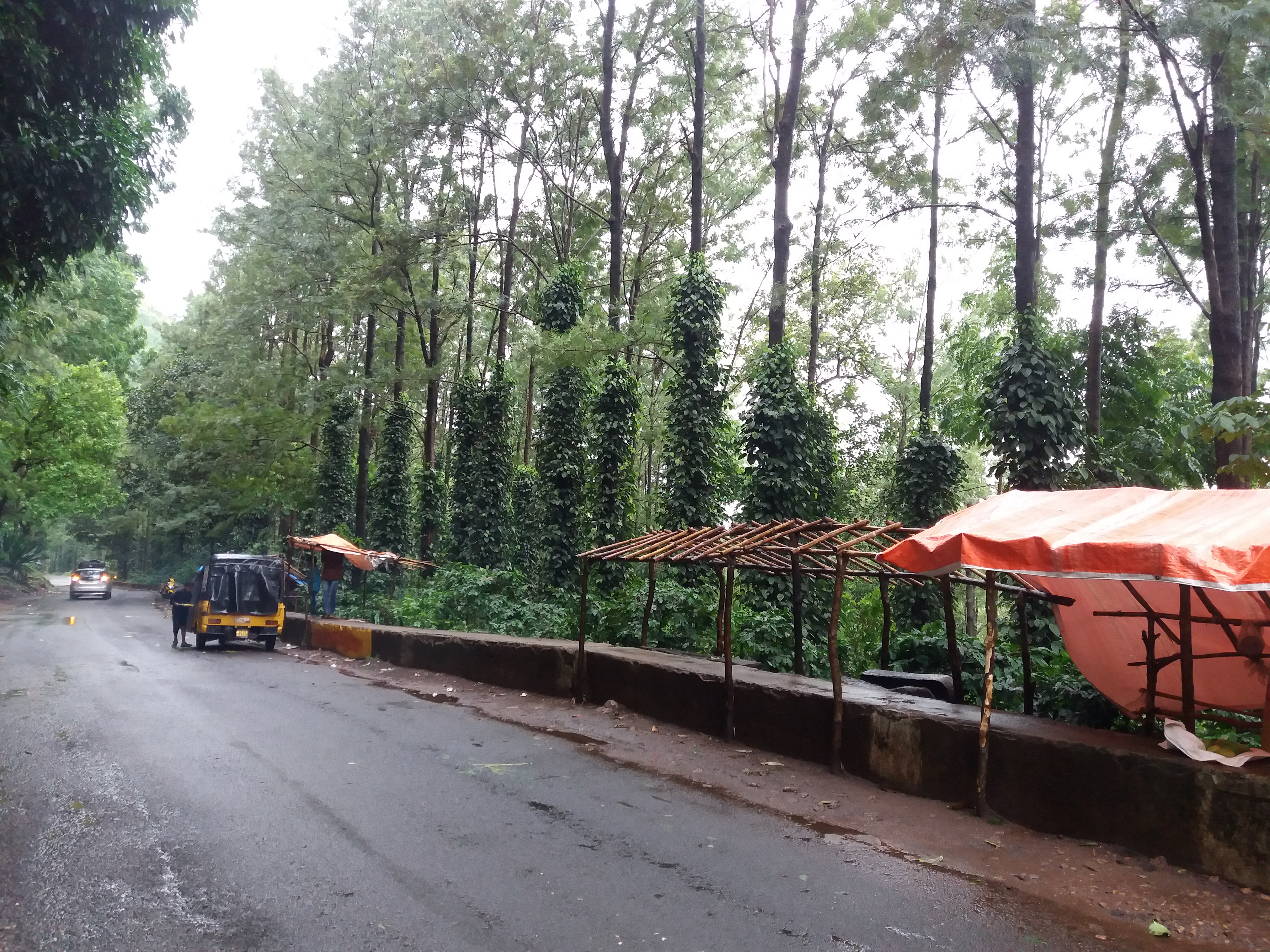
Vale Araku, onde partes do filme foram filmadas, incluindo as cenas de abertura

Após sua recuperação, uma sequência de ação com Charan, Rama Rao e dois mil artistas juniores foi filmada, supostamente a um custo de mais de ₹ 45 crore (US$ 5,6 milhões). As sequências introdutórias de Rama Rao e Charan custaram à produção mais de ₹ 40 crore (US$ 5,0 milhões), uma soma considerada superior ao orçamento total de muitos pequenos filmes indianos. Em agosto de 2019, a produção foi para a Bulgária para filmar a segunda programação, onde a equipe gravou cenas cruciais com Rama Rao. As filmagens foram paralisadas em outubro de 2019, quando Rajamouli teve que assistir a uma exibição de Baahubali: The Beginning (2015) no Royal Albert Hall em Londres.
Em novembro de 2019, um trecho musical com Rama Rao e Charan foi filmada no Ramoji Film City. A mídia social oficial do filme tuitou que 70% das filmagens do filme haviam sido concluídas em novembro. Rama Rao dirigiu-se para a área florestal do Templo Modakondamma na estrada Paderu-Araku para filmar por cinco dias em dezembro de 2019. Em janeiro de 2020, Charan começou uma filmagem noturna de uma semana na região florestal de Vicarabad. Ajay Devgn juntou-se à programação de filmagens do filme em 21 de janeiro de 2020 e finalizou suas partes em fevereiro. O filme foi interrompido devido à pandemia de COVID-19 em março de 2020. Depois que os governos de Andra Praxede e Telanganá concederam permissão para retomar as filmagens em junho de 2020, mas logo foram interrompidas após o aumento nos casos de COVID-19 em Haiderabade. As filmagens foram retomadas no início de outubro de 2020 após a facilitação do lockdown na Índia, e Rajamouli filmou o teaser promocional do filme, intitulado "Ramaraju for Bheem". Respeitando as restrições sociais relacionadas com a pandemia, a unidade de produção foi alojada num hotel em Madhapur e foi impedida de entrar em contato com pessoas de fora da produção.
No final de outubro, a equipe encerrou as filmagens noturnas do filme, e as gravações foram reveladas pelas redes sociais oficiais do filme sob o slogan #RRRDiaries. As sequências de ação, que ocorreram durante cinquenta dias, foram concluídas no final de novembro de 2020. A produção então mudou para Mahabaleshwar para filmar uma programação muito breve no início de dezembro de 2020 A produção então mudou para Ramoji Film City em Haiderabade para novas filmagens. Alia Bhatt começou a gravar suas partes em Haiderabade em dezembro de 2020. A filmagem das cenas clímax começou em janeiro de 2021. O diretor de ação Nick Powell coreografou algumas sequências de guerra em março de 2021. Uma filmagem especial de música com Charan e Bhatt foi realizada durante o mesmo mês. Embora as filmagens tenham sido interrompidas novamente devido à segunda onda de COVID-19, elas foram retomadas em junho de 2021. Naquele mês, os produtores anunciaram que, exceto por duas músicas, as filmagens foram concluídas, e Charan e Rama Rao completaram seu trabalho de dublagem em duas línguas, e completaram as partes faladas do filme.

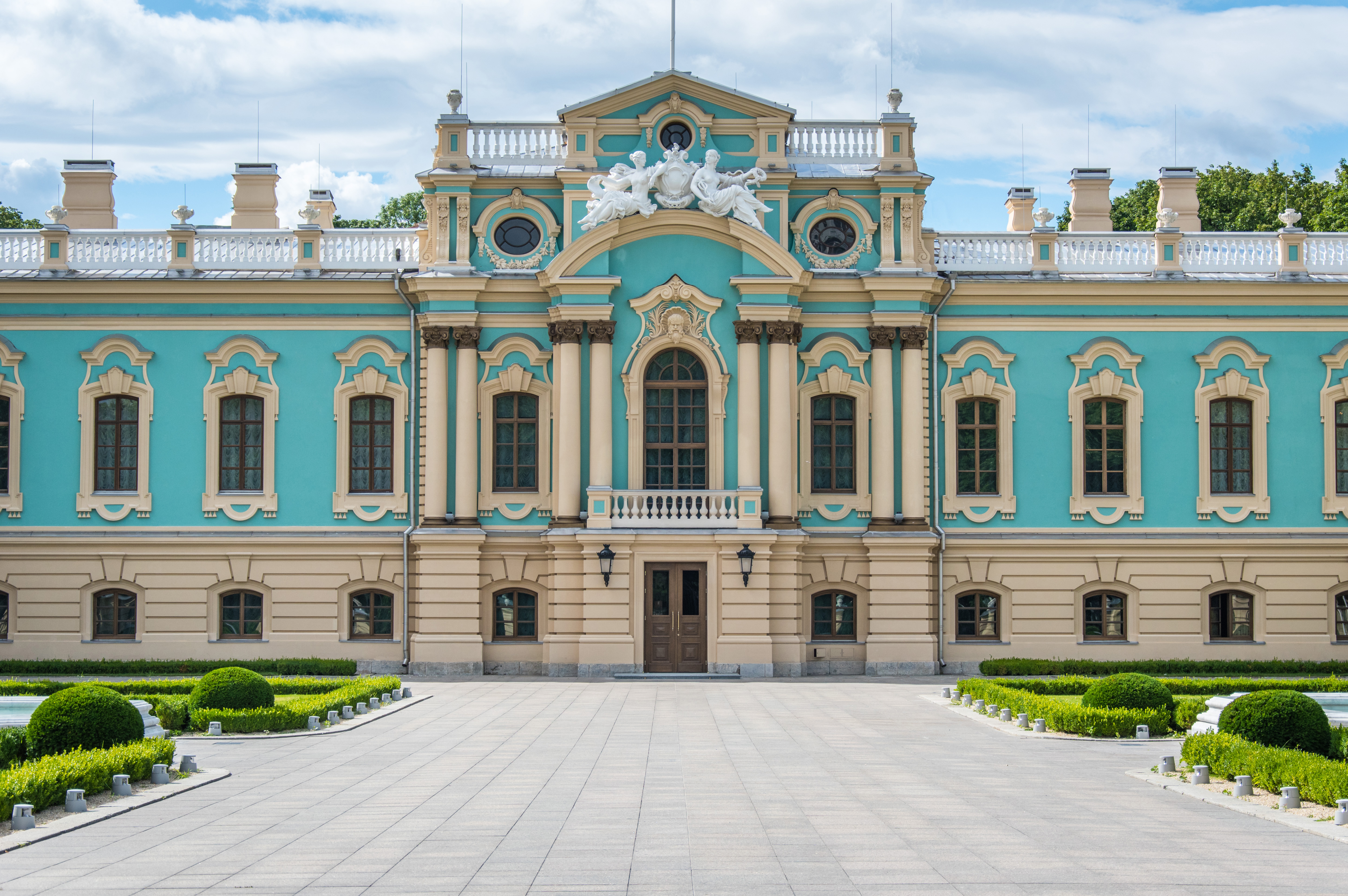
A música "Naatu Naatu" foi filmada no Palácio Mariyinsky, na capital Kiev, da Ucrânia.

Em agosto de 2021, a programação final do filme aconteceu na Ucrânia. A música "Naatu Naatu" foi gravada durante a programação no Palácio Mariyinsky, em Kiev, palácio residencial cerimonial do Presidente da Ucrânia. As filmagens ocorreram alguns meses antes da invasão russa. Exceto algumas cenas, toda a gravação foi concluída em 26 de agosto de 2021. Em um artigo publicado em março de 2022, pela News18, foi relatado que pelo menos três mil técnicos trabalharam em RRR, enquanto nove co-diretores também contribuíram para o filme. Demorou mais de trezentos dias para concluir a filmagem do filme. Foram previstos cerca de 75 dias para filmar as sequências de ação, e 40 lutadores de outros países participaram do filme. Pelo menos 2.500 tripulantes também foram contratados em Londres. Locais no exterior, incluindo Países Baixos, também foram usados para filmar algumas sequências importantes.
RRR começou com um orçamento entre ₹ 350 crore (US$ 49,7 milhões) e ₹ 400 crore (US$ 56,8 milhões) em 2019. No entanto, o orçamento foi ultrapassado em cerca de ₹ 150 crore (US$ 19 milhões) devido aos atrasos causado pela pandemia de COVID-19, com o orçamento final do filme estimado em ₹ 550 crore (US$ 69 milhões), tornando RRR o filme indiano mais caro na época de seu lançamento. Em março de 2022, de acordo com o pedido do produtor ao governo de Andra Praxede para aumentos no preço dos ingressos, o orçamento do filme foi de ₹ 336 crore (US$ 42 milhões), excluindo o Imposto sobre Bens e Serviços e as remunerações do diretor e do elenco principal.

### Pós-produção
A pós-produção do filme começou simultaneamente com o encerramento e continuação da produção cinematográfica. O processo de dublagem começou em abril de 2020, com Rama Rao e Charan dublando suas partes do filme em suas casas, sendo assim as primeiras pessoas a fazê-lo. Ambos os atores fizeram dublagens para os teasers de introdução um do outro. Em junho de 2021, os produtores do filme relataram que ambos os atores haviam concluído a dublagem do filme. Em 26 de agosto de 2021, após a conclusão das filmagens, o filme entrou em uma extensa fase de pós-produção. Com três anos já investidos no filme, a decisão de Rajamouli de gastar menos tempo na pós-produção em comparação com suas outras obras foi devido a compromissos futuros, aumento dos custos de produção e adiamentos de filmagens causados pelas restrições da pandemia. Os trabalhos de dublagem foram concluídos no final de outubro de 2021. Tanto Rama Rao quanto Charan dublaram suas falas para quatro línguas: telugu, hindi, tâmil e canareso.
V. Srinivas Mohan é o supervisor de efeitos visuais do filme, junto com a Framestore e a Moving Picture Company (MPC), o principal estúdio de efeitos visuais do filme. Alzahra VFX, NY VFXWaala, Redefine, Knack Studios, Makuta VFX, Digital Domain, Rhythm and Hues Studios, Method Studios, Rodeo FX, Technicolor VFX, Legend3D, The Third Floor, Inc., Clear Angle Studios, Halon Entertainment, 4DMax e Cinesite, entre outros, são responsáveis por alguns dos outros efeitos visuais do filme. Em uma entrevista, Mohan discutiu a utilização de pré-visualização, digitalização lidar e tecnologia de palco de luz no filme. Um extenso trabalho de efeitos visuais ocorreu por mais de seis meses durante o processo de pós-produção. O trabalho de acabamento de RRR foi realizado na ANR Sound & Vision no Annapurna Studios, pelo colorista BVR Shivakumar.
A cópia final do filme ficou pronta no final de novembro de 2021 e foi submetida ao Conselho Central de Certificação de Filmes (CBFC) naquele mês. Em 9 de dezembro de 2021, o filme recebeu um certificado U/A do Conselho Central, com duração finalizada de 187 minutos.

## Trilha sonora
O primo mais velho e colaborador regular de Rajamouli, M. M. Keeravani, compôs a trilha sonora do filme. Os direitos de áudio do filme foram adquiridos por ₹ 25 crore (US$ 3,1 milhões), pela Lahari Music e pela T-Series, o que foi um preço recorde para um álbum do sul da Índia. A Lahari Music distribuiu a trilha sonora nas versões telugu, tâmil, canareso e malaialo, enquanto a trilha sonora da versão hindi foi comercializada pela T-Series.
A trilha sonora é composta por sete canções originais compostas por Keeravani, a saber, "Dosti" (lit. Amizade), "Naatu Naatu" (lit. Dance Dance), "Janani" (lit. Mãe), "Komuram Bheemudo", "Raamam Raaghavam", "Etthara Jenda" e "Komma Uyyala". As letras foram escritas por Sirivennela Seetharama Sastry, Chandrabose, Keeravaani, Suddala Ashok Teja, K. Siva Dutta e Ramajogayya Sastry. "Naatu Naatu"  ganhou o prêmio de melhor canção original no 95º Oscar.

## Marketing

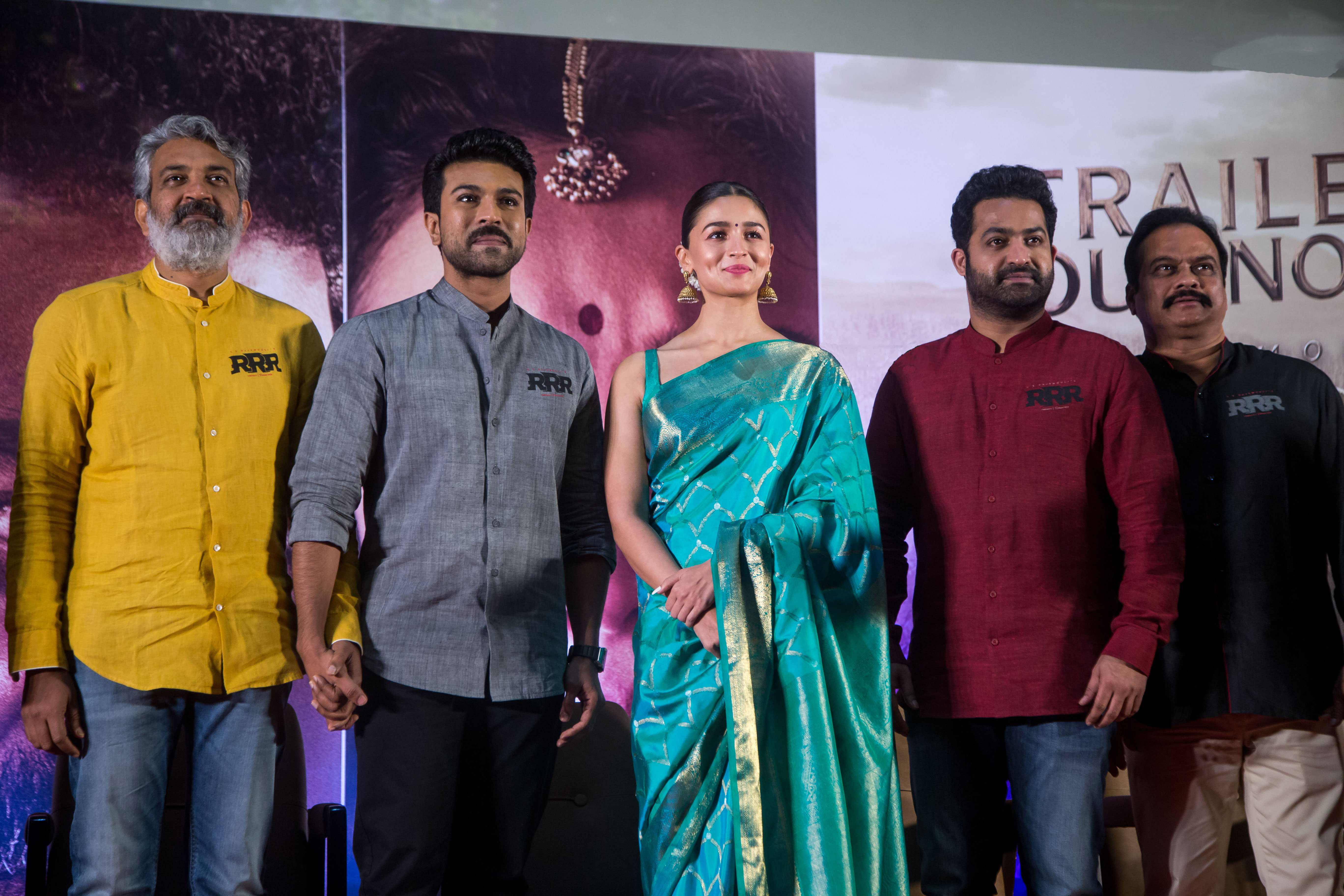
Da esquerda para a direita: Rajamouli, Charan, Bhatt, Rama Rao e Danayya no evento de lançamento do trailer da versão tâmil do filme em Chenai, Tâmil Nadu.

Os cineastas convidaram os fãs a participar de um concurso de nomenclatura, enviando sugestões para o título RRR em várias línguas. Em 25 de março de 2020, os títulos de RRR em várias versões foram revelados: Raudraṁ Raṇaṁ Rudhiraṁ em telugu, Rattam Raṇam Rauttiram em tâmil, Raudra Raṇa Rudhira em canareso, Rudhiram Raṇam Raudhram em malaialo (todos traduzidos como 'Fúria, Guerra, Sangue') e Rise Roar Revolt na versão em hindi.
O identificador oficial de mídia social do filme foi lançado durante o anúncio do filme. Durante a segunda onda de COVID-19, a equipe de filmagem converteu o nome oficial em uma linha de apoio à doença, oferecendo informações sobre a disponibilidade de serviços de emergência nos estados de língua telugu, bem como dicas de segurança. Em agosto de 2021, a equipe anunciou que Rama Rao administraria o nome oficial do filme no Instagram. Em outubro de 2021, a PVR Cinemas anunciou que mais de 850 de suas telas seriam renomeadas como "PVRRR" até o lançamento e exibição do filme. Naquele mesmo mês, Rajamouli e a equipe PVR revelaram o logotipo reformulado da empresa. Depois que a música "Naatu Naatu" foi lançada em novembro de 2021, o passo do gancho coreografado por Prem Rakshith e interpretado por Charan e Rama Rao no videoclipe se tornou viral. Muitas pessoas recriaram a etapa do gancho dançando a música e postando seus vídeos nas redes sociais.
Em 22 de outubro de 2020, um teaser foi lançado, intitulado "Ramaraju for Bheem", coincidindo com o 119º aniversário de nascimento de Komaram Bheem. Uma controvérsia surgiu sobre a representação do personagem de Bheem. No vídeo, Rama Rao foi visto usando um boné, aplicando kohl nos olhos e aparecendo vestido como um homem muçulmano. Membros da comunidade de Adilabad e alguns internautas opuseram-se a esta representação de um líder Adivasi da tribo Gondi, como um homem muçulmano. Em novembro de 2020, durante uma campanha eleitoral em Dubbaka, o presidente Telanganá do Partido Bharatiya Janata, Bandi Sanjay Kumar, alertou Rajamouli, e ameaçou que seu quadro iria vandalizar os teatros e suas propriedades, se ele pretendia ferir os sentimentos dos hindus. Mais tarde, em uma entrevista com Anupama Chopra, do Film Companion, em julho de 2021, o escritor Vijayendra Prasad esclareceu sobre a aparição de Bheem no filme, dizendo: "Ele está sendo [caçado] pelo Raj Britânico. Está tentando escapar da polícia britânica. Então, qual é a melhor camuflagem? Simples. Interpretando um garoto muçulmano naquela época para não ser [pego]."
O trailer oficial foi inicialmente programado para ser lançado em 3 de dezembro de 2021, mas foi adiado e lançado em 8 de dezembro de 2021 em cinco línguas, incluindo telugu. Eventos de lançamento de trailers foram realizados para as cinco versões do filme em Mumbai (hindi), Chennai (tâmil e malaialo), Bangalore (canareso) e Haiderabade (telugu). Revendo o trailer, o The Times of India citou-o como "Goosebumps sobrecarregado". Elogiando o corte do trailer, o The Hindu afirmou: "Rajamouli promete outro épico para sempre". Elogiando o trabalho do diretor, o Hindustan Times chamou-o de "uma experiência teatral épica". Roktim Rajpal, do Deccan Herald, observou que o filme tem um enredo universal e também sentiu que é um "multiestrelado perfeito" ao compará-lo com o filme épico de 1957 Mayabazar.
Em 19 de dezembro de 2021, um evento de pré-lançamento foi realizado em Gurukul Ground, perto de Film City, em Mumbai, para promover a versão em hindi do filme. Apresentado por Karan Johar, a equipe convidou Salman Khan como convidado principal. Os direitos de transmissão de televisão do evento foram adquiridos pela Zee Network. Foi transmitido pela Zee TV, Zee Cinema e Zee Cinemalu em 31 de dezembro de 2021. No dia seguinte, foi disponibilizado no YouTube. Para promover a versão tâmil do filme, um evento de pré-lançamento foi realizado em 27 de dezembro de 2021 no Chennai Trade Center, Chennai. Udhayanidhi Stalin e Sivakarthikeyan foram os principais convidados do evento. Em 29 de dezembro de 2021, a equipe participou do evento de pré-lançamento da versão malaialo realizado em Tiruvanantapura, Querala. Tovino Thomas foi o principal convidado do evento. Logo depois, o lançamento do filme e as atividades promocionais foram adiadas. Os produtores do filme enfrentaram uma perda entre ₹ 18 crore (US$ 2,3 milhões) e ₹ 20 crore (US$ 2,5 milhões) em promoções, já que o lançamento do filme foi adiado novamente devido à COVID-19.
Depois que a data final de lançamento do filme foi anunciada no final de janeiro de 2022, as promoções e a comercialização do filme foram reiniciadas. Inicialmente, um videoclipe "Etthara Jenda" (em telugu) foi lançado como RRR Celebration Anthem em 14 de março de 2022. A música apresentava Rama Rao, Ram Charan e Alia Bhatt elogiando os lutadores pela liberdade de várias regiões da Índia. De acordo com o The Times of India, Bhuvan Bam foi contratado para fazer parte das promoções do filme no final de 2021. Mais tarde, em março de 2022, um vídeo foi lançado no canal de Bhuvan Bam no YouTube, no qual ele entrevistou Rajamouli, Rama Rao e Ram Charan como parte de seu programa Titu Talks.
Logo depois, a equipe planejou uma turnê promocional por nove cidades em seis dias, começando de 18 de março de 2022 a 23 de março de 2022. No primeiro dia da turnê, a equipe, incluindo Rajamouli, Rama Rao e Ram Charan, foi para Dubai para participar de evento realizado no Centro de Exposições de Dubai no Pavilhão Indiano (como parte da Expo 2020). No dia seguinte, a equipe retornou à Índia e participou de uma coletiva de imprensa em Bangalor. No mesmo dia, para promover as versões telugu e canareso do filme, um evento de pré-lançamento foi realizado em Agalagurki, no distrito de Chikkaballapura, em Carnataca. Foi organizado pela distribuidora do filme em Carnataca, KVN Productions. No dia seguinte, a equipe percorreu Vadodara e Deli. No início, a equipe visitou a Estátua da Unidade, tornando-o o primeiro filme a ser visitado para promoções. No mesmo dia, foi realizado um evento pelo distribuidor do filme em hindi Jayantilal Gada, no Imperial Hotel em Nova Deli, onde o elenco e a equipe interagiram com a mídia e os fãs. Aamir Khan foi o principal convidado do evento. No quinto dia, a equipe percorreu Calcutá e Varanasi.A equipe visitou a ponte Howrah em Calcutá e interagiu com a mídia local para promover seu filme na região, seguido pela apresentação no Rio Ganges em Varanasi.

## Lançamento

### Teatral
RRR estava programado para ter estreias especiais na Índia e nos Estados Unidos em 24 de março de 2022 antes de seu lançamento mundial nos cinemas em 25 de março. Anteriormente, estava programado para ser lançado nos cinemas em 30 de julho de 2020. No entanto, em fevereiro de 2020, a data de lançamento foi revisada para 8 de janeiro de 2021, uma semana antes do festival Sankranthi, previsto para 14 de janeiro de 2021. Devido à pandemia de COVID-19, que interrompeu a produção, o lançamento do filme foi adiado. Rajamouli disse que a nova data de lançamento seria confirmada após a conclusão das filmagens. Na véspera do Dia da República (25 de janeiro de 2021), foi anunciada uma data de lançamento em 13 de outubro de 2021, coincidindo com a véspera do fim de semana de Dusshera. A data de lançamento fora novamente adiada, citando restrições teatrais em todo o mundo devido à segunda onda de COVID-19.
No início de outubro de 2021, a data de lançamento nos cinemas foi alterada para 7 de janeiro de 2022, antes do festival Sankranthi. No entanto, uma semana antes do lançamento, os produtores do filme anunciaram que o lançamento do filme seria adiado indefinidamente devido ao número crescente de casos de COVID-19. Em meados de janeiro, duas datas provisórias de lançamento foram anunciadas enquanto se aguardava a situação de pandemia: 18 de março de 2022 e 28 de abril de 2022. Mais tarde, os produtores finalizaram uma data de lançamento em 25 de março de 2022. O filme deveria ser lançado em telugu junto com as versões dubladas em hindi, tâmil, malaialo, canareso e outras línguas indianas e estrangeiras nos formatos 2D, 3D e IMAX. Foi o primeiro filme indiano a ser lançado no formato Dolby Cinema.
Em janeiro de 2022, um litígio de interesse público (PIL) foi ajuizado no Tribunal Superior de Telanganá para impedir o lançamento do filme, alegando que o filme distorce a história de Alluri Sita Rama Raju e Komaram Bheem. O Tribunal Superior anulou a petição em março, observando que o filme não manchou a reputação dos dois revolucionários como alegado. Após a reação política e da indústria cinematográfica após a redução dos preços dos ingressos no ano passado, o ministro-chefe de Andra Praxede, Y. S. Jagan Mohan Reddy, emitiu um aumento no preço dos ingressos no território em meados de março de 2022. De acordo com o Ministro da Cinematografia, Perni Venkataramaiah, os cineastas receberam aprovação do governo para aumentar os preços dos ingressos em ₹ 75 (94 centavos de dólar) durante os primeiros dez dias após o lançamento do filme em 25 de março.
RRR tornou-se o primeiro filme a ser exibido em Jamu e Caxemira, após a reabertura dos cinemas em setembro de 2022, que foram fechados na década de 1990 após a propagação do terrorismo e outros incidentes. Pouco antes do anúncio dos indicados ao Oscar, a distribuidora Variance Films anunciou que RRR retornaria aos cinemas americanos para uma exibição limitada a partir de 3 de março de 2023.

### Triagens e estatísticas
Em novembro de 2021, o The Times of India informou que RRR estrearia em mais de 10.000 telas em todo o mundo, a "maior exibição para um filme indiano". Na Índia, a versão em telugu estreou em mais de mil telas. A versão em hindi foi exibida em mais de 793 telas, e a versão em tâmil em mais de 291 telas. As versões dubladas em canareso e malaialo foram programadas para 66 e 62 telas, respectivamente. O filme foi programado para ser exibido em mais de 1.000 telas no Reino Unido, incluindo na BFI IMAX, a maior tela de cinema do Reino Unido. O filme foi programado para ser exibido em mais de 1.150 locações nos Estados Unidos, em cerca de 3.000 cinemas e mais de 1.000 multiplexes em todo o país, o que foi considerado um recorde para um filme indiano.
O filme foi planejado para ser lançado em IMAX, 3D e Dolby Cinema. De acordo com fontes comerciais, o filme seria exibido em mais de 21 telas IMAX na Índia e em mais de 100 cinemas IMAX no exterior, a primeira vez para um filme indiano. RRR também é o primeiro filme indiano a ser lançado em Dolby Cinema em cinemas estrangeiros. A Sarigama Cinemas, que distribuiu o filme nos Estados Unidos, planejou a estreia do filme em resolução DCP de grande formato no Cinemark XD, também a primeira vez para um filme indiano.
Em 1º de junho de 2022, RRR foi exibido em mais de 100 cinemas nos Estados Unidos para um evento de uma noite chamado "#encoRRRe". O filme foi relançado pela Variance Films e pela Potentate Films, em associação com seus distribuidores originais, Sarigama Cinemas e Rafter Creations. Falando ao Deadline Hollywood, Dylan Marchetti, da Variance Films, disse que "com mais de 250 filmes saindo da Índia anualmente, RRR pode ser uma porta de entrada para a 'droga'". Em sua crítica do filme ao Nashville Scene, Jason Shawhan escreveu sobre o evento que "o encore nacional de RRR representando o público americano alcançando com os braços estendidos algo tão emocionante e divertido como uma rocha que seu sucesso já aconteceu sem o tradicional insular a mídia até mencionou isso. Esta não é a América mergulhando no cinema indiano – é uma volta da vitória".
Em junho de 2022, o Prince Charles Cinema, com sede em Londres, anunciou que relançaria o filme sob demanda popular nos dias 3, 5 e 29 de julho e 8 de agosto de 2022. RRR foi exibido no TCL Chinese Theatre em 30 de setembro de 2022 em IMAX como parte do programa "From Tollywood to Hollywood: The Spectacle & Majesty of SS Rajamouli" do 10º Beyond Festival organizado pela American Cinematheque em parceria com IMAX, Variance Films, Potentate Films e o Indian Film Festival of Los Angeles.
RRR foi exibido no 53º Festival Internacional de Cinema da Índia na seção Panorama Indiano em novembro de 2022.

### Distribuição
Originalmente, o filme teve um lucro de pré-lançamento de ₹ 400 crore (US$ 50 milhões), mas o acordo de pré-lançamento revisado foi posteriormente revelado como ₹ 890 crore (US$ 110 milhões), o mais alto para qualquer filme indiano desde então. Os direitos teatrais nacionais nas regiões de Andra Praxede e Telanganá foram relatados como inferiores a ₹ 165 crore (US$ 21 milhões). A Lyca Productions adquiriu os direitos de distribuição teatral do filme em Tâmil Nadu por ₹ 48 crore (US$ 6,0 milhões). No mês seguinte, a Pen Studios adquiriu os direitos teatrais para o norte da Índia sob a bandeira Pen Marudhar Entertainment, além dos direitos eletrônicos, de satélite e digitais para todas as versões. O acordo para os direitos de lançamento nos cinemas do norte da Índia foi relatado em ₹ 140 crore (US$ 18 milhões). Os direitos teatrais de Querala foram adquiridos por Shibu Thameens, com Riya Shibu apresentando o filme sob a bandeira HR Studios. A Thameens comprou os direitos de distribuição do filme por ₹ 15 crore (US$ 1,9 milhão). Os direitos teatrais de Carnataca foram adquiridos pela KVN Entertainment por ₹ 45 crore (US$ 5,6 milhões). Os direitos teatrais do mundo árabe foram vendidos à Phars Films por ₹ 70 crore (US$ 8,8 milhões). A Dreamz Entertainment distribuiu o filme no Reino Unido e na Irlanda. A empresa de distribuição de filmes do Shreyas Media Group, Good Cinema Group, adquiriu os direitos de distribuição para todo o continente africano.

### Mídia doméstica
Em maio de 2021, a Pen Studios anunciou que os direitos digitais do filme para as versões telugu, tâmil, malaialo e canareso foram adquiridos pela ZEE5, enquanto as versões em hindi, inglês, português, coreano, turco e espanhol foram adquiridas pela Netflix. A Zee Network adquiriu os direitos de satélite da versão em hindi e a Star India Network adquiriu os direitos de satélite das versões em telugu, tâmil, malaialo e canareso do filme. O acordo combinado de streaming pós-teatral e direitos de satélite foi relatado em cerca de ₹ 325 crore (US$ 41 milhões). O filme começou a ser transmitido na ZEE5 a partir de 20 de maio de 2022, enquanto a versão em hindi foi lançada no mesmo dia na Netflix. O filme também começou a ser transmitido pela Disney+ Hotstar em 26 de julho de 2022 em telugu, tâmil, malaialo e canareso.
A versão original do filme em língua telugu estreou na televisão em 14 de agosto de 2022 no Star Maa, e registrou uma audiência de 19,62 de acordo com o Broadcast Audience Research Council, tornando-se o 11º filme mais visto. No mesmo dia, a versão em língua malaiala estreou na Asianet. Ao contrário da versão telugu, a versão dublada em malaialo registrou uma classificação TRP de 13,70. A versão em hindi estreou no Zee Cinema UK em 13 de agosto de 2022 no Reino Unido, enquanto na Índia foi exibida pela primeira fez em 14 de agosto de 2022 no Zee Cinema. A versão em canareso estreou no Star Suvarna em 21 de agosto de 2022. A versão em hindi foi novamente transmitida em Zee Telugu em 11 de setembro de 2022.

## Bilheteria
Estima-se que RRR tenha arrecadado ₹ 1.387,26 crore (equivalente a ₹ 15 bilhões ou US$ 180 milhões em 2023) em todo o mundo. Durante sua exibição teatral, RRR se tornou o terceiro filme indiano de maior bilheteria, o terceiro filme de maior bilheteria na Índia, o segundo filme telugu de maior bilheteria e o maior filme de bilheteria em Andra Praxede e Telanganá, superando o filme anterior de Rajamouli, Baahubali 2 (2017). KGF: Chapter 2, lançado três semanas depois, superou os números brutos mundiais e indianos, que foram novamente mantidos por RRR após vários eventos de relançamento fora da Índia. Em 26 de julho de 2022, o Andhraboxoffice estimou que RRR arrecadou mais de ₹ 1.125,9 crore (US$ 140 milhões) em todo o mundo, com cerca de ₹ 405,9 crore (US$ 51 milhões) vindo dos estados de Andra Praxede e Telanganá. RRR arrecadou ₹ 86,4 milhões em Carnataca, ₹ 79,2 milhões em Tâmil Nadu, ₹ 23,4 milhões em Querala, ₹ 320,4 milhões no cinturão Hindi, ₹ 18,2 milhões no resto da Índia e ₹ 210,6 milhões no exterior. O filme acumulou a participação dos distribuidores de ₹ 609,3 milhões em oposição ao orçamento de ₹ 451 milhões, obtendo um lucro de ₹ 158,3 milhões com a receita teatral.
Taran Adarsh relatou que o filme teve um faturamento mundial de ₹ 223 crore (US$ 28 milhões) no dia de estreia. O The Times of India mencionou que o filme arrecadou ₹ 240 crore (US$ 30 milhões) em seu dia de estreia em todo o mundo, estabelecendo o recorde de maior total ganho no primeiro dia por um filme indiano. Após os dois dias de exibição, o total bruto mundial ficou em torno de ₹ 370 crore (US$ 46 milhões). Em seu fim de semana de estreia, arrecadou ₹ 490,9 crore (US$ 61 milhões) em todo o mundo. RRR também se destacou como a maior bilheteria global durante o fim de semana de 25 a 27 de março de 2022. De acordo com dados da Screen Australia, o filme arrecadou A$ 2,43 milhões em sua semana de estreia em 133 centros. A ABC Australia informou que se tratava de uma grande estreia nas bilheterias australianas para um filme indiano e um filme em língua não inglesa. O fim de semana doméstico da versão em hindi de RRR arrecadou um valor líquido de ₹ 74,5 crore (US$ 9,3 milhões), um pouco inferior ao recorde pós-pandemia detido por Sooryavanshi (2021) no mercado de filmes em hindi.
Em sua primeira semana, RRR arrecadou ₹ 696,5 crore (US$ 87 milhões) em todo o mundo, dos quais ₹ 270,2 crore (US$ 34 milhões) foram arrecadados em seu território natal, Andra Praxede e Telanganá. O filme arrecadou ₹ 877,5 crore (US$ 110 milhões) em todo o mundo em dez dias. No mesmo dia, o filme entrou na zona de lucro com uma participação dos distribuidores de ₹ 497,4 crore (US$ 62 milhões), atingindo seu ponto de equilíbrio de ₹ 451 crore (US$ 56 milhões). Em dez dias, RRR se tornou o filme de maior bilheteria em seu território natal, com um faturamento bruto de mais de ₹ 337,5 crore (US$ 42 milhões), ultrapassando Baahubali 2. RRR também se tornou o primeiro filme a arrecadar uma participação de distribuidor superior a ₹ 100 crore (US$ 13 milhões) no território Nizã. A versão dublada em hindi arrecadou mais de ₹ 200 crore (US $ 25 milhões) na Índia em 13 dias.
RRR atingiu a marca bruta de ₹ 1.000 crore (US$ 130 milhões) em 16 dias de sua exibição, entrando assim no 1000 Crore Club e se tornando o terceiro filme indiano de maior bilheteria depois de Dangal e Baahubali 2. Durante esse período, o filme arrecadou ₹ 382 crore (US$ 48 milhões) em Andra Praxede e Telanganá. Nos Estados Unidos, o filme arrecadou mais de US$ 13 milhões, tornando-se o segundo filme indiano de maior bilheteria, depois de Baahubali 2. Também emergiu como o filme indiano de maior bilheteria na Austrália, com uma receita bruta de mais de AU$ 3,36 milhões. Em 22 de abril de 2022, o filme arrecadou US$ 4,30 milhões e US$ 2,30 milhões no Oriente Médio e na Europa (incluindo o Reino Unido). RRR também detém o recorde de maior arrecadação em uma única tela para qualquer filme telugu, arrecadando mais de ₹ 5 crore (US$ 630.000) em Sudarshan 35 mm. Em meados de maio de 2022, o Los Angeles Times informou que o filme arrecadou US$ 14,5 milhões nos Estados Unidos, tornando-se assim o 31º filme de maior bilheteria do ano nos Estados Unidos. No fim de semana de estreia, o filme estreou em segundo lugar nas bilheterias do Reino Unido, com um faturamento total de £ 650.204.
De acordo com o Gulf News, o filme arrecadou um total bruto de US$ 4,3 milhões no Oriente Médio nos 10 dias de exibição nos cinemas – US$ 2,568 milhões (Dh9,5 milhões) dos Emirados Árabes Unidos, US$ 500.000 do Catar, US$ 378.468 do Kuwait e US$ 290.118 da Arábia Saudita. Também foi divulgado que o filme teve 230.676 ingressos no mesmo período. O filme foi relançado várias vezes desde seu lançamento original. Ele arrecadou um valor bruto total de $ 21.000 ($$ 17 lakh) com seu lançamento no TCL Chinese Theatre em 30 de setembro de 2022. Assim, seu lucro bruto total de relançamento foi de $ 221.156. Durante seu lançamento no Japão, o filme arrecadou um faturamento bruto de ¥ 73 milhões ($$ 4,07 crore) em seu fim de semana de estreia, o maior para um filme indiano. Após o oitavo fim de semana, o filme arrecadou um total bruto de ¥ 403 milhões ($$ 24,24 crore), tornando-se o filme indiano de maior bilheteria no Japão. Após 28 semanas de execução, arrecadou uma parte do distribuidor de mais de 100 milhões. De acordo com o Box Office Mojo, RRR foi o 69º e 86º filme de maior bilheteria em 2022 nos mercados de bilheteria dos Estados Unidos e do Reino Unido, respectivamente.

## Recepção crítica
RRR recebeu aclamação universal dos críticos indianos e ocidentais, que elogiaram seu roteiro, direção, sequências de ação, efeitos visuais, caracterização, performances do elenco e números musicais.
No site agregador de resenhas Rotten Tomatoes, 95% das 103 resenhas dos críticos são positivas, com uma classificação média de 8,30/10. O consenso do site diz: "Intoxicantemente exagerado, RRR faz todos os esforços para aproveitar ao máximo seu tempo de execução de 187 minutos." O Metacritic, que usa uma média ponderada, atribuiu ao filme uma pontuação de 83 em 100, com base em 17 críticos, indicando "aclamação universal". Em junho de 2022, o filme foi classificado em 86º lugar globalmente na lista dos "100 melhores filmes de 3 horas ou mais" do Rotten Tomatoes, tornando-se o terceiro filme indiano a estar na lista depois de Lagaan (12º) e Gangues de Wasseypur (66º). O USA Today  classificou o filme em primeiro lugar em sua lista de "melhores filmes de 2022 até agora" em junho do mesmo ano.

### Índia
Taran Adarsh, do Bollywood Hungama, deu ao filme uma classificação de 4/5 e classificou RRR como um artista sólido que "não deixa você inquieto, apesar de uma maratona. O roteiro é maravilhosamente construído, as reviravoltas chamam a atenção e os episódios de roer as unhas, bem como a ação soberbamente executada." Roktim Rajpal, do Deccan Herald, deu ao filme uma classificação de 4/5 e escreveu "O clímax cheio de ação novamente atinge as notas certas enquanto os recursos visuais falam, a marca registrada de uma boa narrativa". Neeshita Nyayapati, do The Times of India, deu ao filme uma classificação de 3,5/5 e escreveu "RRR não é perfeição de forma alguma (apesar dos melhores esforços de Rajamouli) porque depois da maneira como ele realiza certas cenas, você se pergunta se ele poderia fazer um trabalho melhor em alguns outros. Mas assista a este neste fim de semana se você está ansioso por um bom drama cheio de ação".
Himesh Mankad, do Pinkvilla, deu ao filme uma classificação de 3,5/5 e escreveu "RRR tem as melhores sequências de ação para oferecer em um filme indiano com um bloco de intervalo inimaginável e um final estrondoso". Janani K, do India Today, deu ao filme uma classificação de 3,5/5 e escreveu "RRR é um filme fantástico com performances brilhantes e cenários incríveis". Um crítico do Deccan Chronicle deu ao filme uma classificação de 3,5/5 e escreveu "RRR é um filme fantástico feito para a tela grande". Latha Srinivasan, do Firstpost, deu ao filme uma classificação de 3,5/5 e escreveu "A amizade e camaradagem fora da tela de Ram Charan e Jr NTR se infiltram em suas performances na tela, e a transformação orgânica de estranhos em irmãos de armas foi capturada lindamente". Sowmya Rajendran, do The News Minute, deu ao filme uma classificação de 3,5/5 e escreveu "RRR é exatamente o tipo de deleite visual que trará as pessoas de volta aos cinemas". Bharathi Pradhan, do Lehren, deu ao filme uma classificação de 3,5/5 e escreveu "Rajamouli resgata sua aventura com uma miscelânea de peças de ação habilmente coreografadas, filmadas e executadas que fazem você torcer vigorosamente, o tédio temporário logo esquecido".
Shubhra Gupta, do The Indian Express, deu ao filme uma classificação de 3,5/5 e escreveu "O filme escala não apenas uma superestrela, mas dois deles – Jr NTR e Ram Charan. A maior superestrela entre todos eles é Rajamouli, e o público também guardou os 'taalis' (palmas) mais altos para ele". Prateek Sur, do Outlook, deu ao filme uma classificação de 3,5/5 e escreveu "A grande representação do filme é o que o torna imperdível". Stutee Ghosh, do The Quint, deu ao filme uma classificação de 3/5 e escreveu "Partes de RRR parecem ridículas e redutoras, também é absolutamente arrebatador e por isso merece ser visto e apreciado". Rahul Devulapalli, do The Week, deu ao filme uma classificação de 3/5 e escreveu "Sequências de ação visualmente impressionantes, movimentos de dança excepcionalmente sincronizados se destacam".
Saibal Chatterjee, da NDTV, deu ao filme uma classificação de 2/5 e escreveu: "O filme soa vazio porque nunca para para respirar e não concede a seus dois protagonistas masculinos nada parecido com qualidades humanas reconhecíveis, embora eles constantemente insistam no amor e na saudade". Sukanya Verna, do Rediff.com, deu ao filme uma classificação de 2/5 e escreveu "Uma grande quantidade de sangue, espancamentos, choro, salvamento, sacrifício, nacionalismo preenche suas impressionantes três horas de duração. As emoções correm ao alto, mas você não sente nada".

### Internacional
Chamando RRR de "maior que Ben-Hur", Stephanie Bunbury, do Deadline Hollywood escreveu: "RRR é uma ação crescendo após a outra, nunca enfadonha, mas também não exaustiva." Em sua crítica para o Polygon, Katie Rife declarou: "RRR é um filme movimentado, cheio de trabalho de câmera cinético, cenas de multidão movimentada, cenografia elaborada, CGI de aparência cara e efeitos sonoros altos." Siddhant Adlakha, do IndieWire, elogiou o trabalho de Rajamouli, a música de Keeravani e as atuações dos atores principais e disse que RRR supera até mesmo o empreendimento anterior do diretor, Baahubali.
Revendo o filme para o The Austin Chronicle, Josh Hurtado chamou RRR de um "nirvana de ação bromance". Hurtado afirmou que Rajamouli transformou uma "fantasia patriótica" em uma "realidade incrivelmente divertida para fãs de grande ação, grandes emoções e grandes risadas". Joe Leydon, em sua crítica para a Variety, sentiu que RRR era "épico de ação e aventura maior que a vida e mais ousado que o mainstream". Nicolas Rapold, do The New York Times, declarou: "Rajamouli filma a ação do filme com fervor alucinógeno, sobrecarregando as cenas com uma marca cintilante de câmera lenta estendida e CGI que parece menos 'gerado' do que liberado." Tara Judah, da Screen International, escreveu que RRR era "grande, ousado e bombástico", sentindo que o filme era "o melhor do entretenimento na tela grande". Escrevendo para a Rolling Stone, David Fear citou o filme como "o melhor e mais revolucionário de 2022". Ele escreveu ainda que "RRR é sobre filmes: a emoção de assistir histórias contadas em níveis maiores que a vida, a alegria de ver estrelas colidirem, o esforço de renderizar mitologias luxuosas em qualquer que seja o equivalente digital de 24 quadros por segundo, a sensação de ver movimentos fabricados por meio de efeitos especiais alegremente conspícuos esbarrar em um esforço físico genuíno". Elogiando o número de dança "Naatu Naatu", ele afirmou: "Sério, a sequência de dança de 'Desi Naach' parece um número de Gene Kelly ajustado a níveis sobre-humanos".
Chamando-o de "filme de rock de caras", Hannah Kinney-Kobre, do Pittsburgh City Paper, comparou RRR com filmes americanos em inglês e escreveu que "a política que impulsiona os sucessos de bilheteria americanos é insignificante e/ou incompreensível – a única coisa que justifica seus enredos é o a ênfase do executivo do estúdio na propriedade intelectual reconhecível como uma forma de aumentar o total de bilheteria. Se nosso sistema só pode produzir filmes que se recusam a aproveitar ao máximo seus orçamentos astronômicos, por que não procurar outro lugar? RRR é um bom lugar para começar". Richard Brody, do The New Yorker, sentiu que o filme é "de atalhos e elisões não menos implacáveis do que os dos veículos de super-heróis ou superestrelas americanos, mas Rajamouli é um artista de temperamento e talento distintos". Em uma nota final, ele escreveu ainda: "O poderoso senso de virtude revolucionária e propósito coletivo do filme cede ao orgulho nacionalista que é dançado e cantado com alegria desinibida". Jason Shawhan, da Nashville Scene, opinou que "RRR, além de ser um épico histórico, drama político, espetáculo de ação e novela, é um filme que se envolve com a história em seus próprios termos. Este não é o caso de Tollywood visando carteiras ocidentais". Em sua crítica do filme, David Sims, do The Atlantic, declarou: "RRR serve como um lembrete de quanto a ação moderna geralmente segue uma fórmula. Se a maravilha for encontrada consistentemente na tela grande, então Hollywood tem muito de novas lições a aprender com seu melhor concorrente". Elogiando o filme, o roteirista americano C. Robert Cargill chamou-o de "o blockbuster mais louco, mais sincero e mais estranho".
Elogiando a direção e as sequências de ação do filme, Aparita Bhandari, do The Globe and Mail, opinou que os oficiais do Raj britânico são mostrados como caricaturas, o que não acrescenta profundidade à narrativa. Há muito pouco desenvolvimento do personagem ou contexto social ou histórico. Ela escreveu ainda "As personagens femininas mal têm um papel a desempenhar, apesar do fato de uma das principais atrizes do cinema indiano, Alia Bhatt, interpretar a noiva de Raju". Chase Hutchinson, do Collider, declarou: "Um passeio implacável de um filme que faz sucessos de bilheteria como Top Gun: Maverick parecer brincadeira de criança e deixa tudo o que está acontecendo em Jurassic World Dominion em sua poeira, o épico musical de ação de Rajamouli RRR é o que o cinema só pode esperar aspirar." Chamando-o de "o filme mais louco do ano", Adam Graham, do The Detroit News, afirmou ainda que "o avanço de RRR é significativo, e é o tipo de história de sucesso cruzada e acessível que traz mais olhos para diferentes culturas, estilos e vozes em todo o mundo. Até mesmo seu subtexto está ganhando popularidade: o bromance supercarregado no centro do filme foi celebrado por alguns que vêem Raju e Bheem como super-heróis gays representando um caso de amor borbulhando logo abaixo da superfície de todas aquelas explosões". Em um artigo publicado pela Screen Rant, Mark Donaldson escreveu que "o retrato do racismo e da opressão do colonialismo feito pela RRR torna a visualização vital para o público ocidental que está interrogando o passado colonial preocupante de seus próprios países".
Um crítico que escreve para o jornal israelense Haaretz elogiou o roteiro de Rajamouli e sua visão para fazer o filme. Eles ainda compararam RRR com filmes de Hollywood e opinaram que é realmente um "filme divertido". A Comic Book Resources citou-o como o "melhor blockbuster de 2022" e sentiu que o filme "dá ao público ocidental a chance de experimentar algo novo, o maior e melhor do cinema indiano". Em um artigo publicado pelo The Irish Times, Donald Clarke afirmou que RRR é "um dos fenômenos culturais imparáveis do ano". Matt Patches, da Polygon, e Wes Greene, da Slant Magazine, nomearam a sequência musical "Naatu Naatu" como uma das melhores cenas do filme de 2022.
Ritesh Babu, escrevendo para a publicação americana Vox, chamou RRR de "filme de ação incrível com política seriamente preocupante", alegando que a direção do filme é caracterizada por um "profundo casteísmo" que "reforça uma visão bramânica do universo". Babu afirma que o filme, centrado nos históricos lutadores pela liberdade Alluri Sitarama Raju e Komaram Bheem, perpetua dinâmicas de castas preocupantes. Apesar de retratar uma amizade fictícia entre as duas figuras icônicas, Babu argumenta que RRR sucumbe às lentes de casta, afirmando que o personagem de Ram, um líder de casta superior, é elevado como um "salvador bem educado de casta superior com uma visão", enquanto Bheem, um revolucionário Adivasi, é reduzido a um "bom selvagem sem instrução que deve aprender os caminhos 'civilizados'." Ele sugere que RRR se alinha com uma questão mais ampla em Bollywood, onde as narrativas históricas servem aos pontos de discussão do Hindutva, contribuindo para o achatamento e a marginalização de diversos grupos. Babu argumenta que o trabalho do diretor Rajamouli, embora globalmente bem-sucedido, não questiona criticamente a estrutura privilegiada da casta superior, afirmando que as escolhas do filme, incluindo a representação de Komaram Bheem, estão impregnadas de uma visão bramânica que reforça hierarquias de castas invisíveis. Apesar de celebrar a posição da RRR contra o Império Britânico, Babu recomenda um exame matizado da dinâmica interna do filme para compreender o povo indiano retratado em toda a sua humanidade.

## Prêmios e indicações
A obra recebeu vários prêmios e indicações. O filme foi considerado um dos melhores filmes do ano pelo National Board of Review, tornando-se apenas o segundo filme em língua não inglesa a entrar na lista. RRR se tornou o terceiro filme indiano e o primeiro filme telugu a receber indicações ao Globo de Ouro. Foi indicado para melhor filme em língua não inglesa e melhor canção original por "Naatu Naatu", vencendo esta última, fazendo da canção a primeira indicação asiática a ganhar o prêmio. A canção "Naatu Naatu" também ganhou o Oscar de melhor canção original na 95º Oscar, tornando-se a primeira canção indiana a ganhar o prêmio da Academia.